# كأس إثيوبيا
كأس إثيوبيا أو الكأس الإثيوبية ، هي بطولة رسمية لرياضة كرة القدم في إثيوبيا ، أسست البطولة عام 1945 من قبل الاتحاد الإثيوبي لكرة القدم.

## وصلة خارجية
- RSSSF.com